# Tyska F3-mästerskapet 2008
Tyska F3-mästerskapet 2008 kördes över 18 race med Frédéric Vervisch som mästare.

## Delsegrare
| Bana         | Vinnare            | Vinnare            |
| ------------ | ------------------ | ------------------ |
| Hockenheim   | Matteo Chinosi     | Gerhard Tweraser   |
| Oschersleben | Gerhard Tweraser   | Johnny Cecotto Jr. |
| Nürburgring  | Frédéric Vervisch  | Matteo Chinosi     |
| Hockenheim   | Sebastián Saavedra | Frédéric Vervisch  |
| Assen        | Johnny Cecotto Jr. | Sebastián Saavedra |
| Nürburgring  | Frédéric Vervisch  | Frédéric Vervisch  |
| Lausitzring  | Frédéric Vervisch  | Frédéric Vervisch  |
| Sachsenring  | Frédéric Vervisch  | Laurens Vanthoor   |
| Oschersleben | Sebastián Saavedra | Laurens Vanthoor   |

## Slutställning
| Plats | Förare             | Poäng |
| ----- | ------------------ | ----- |
| 1     | Frédéric Vervisch  | 120   |
| 2     | Sebastián Saavedra | 99    |
| 3     | Johnny Cecotto Jr. | 99    |
| 4     | Laurens Vanthoor   | 85    |
| 5     | Matteo Chinosi     | 73    |
| 6     | Kevin Mirocha      | 56    |